# Ekspres pod lawiną
Ekspres pod lawiną – thriller sensacyjny zrealizowany w koprodukcji irlandzko-amerykańskiej, na podstawie powieści Colina Forbesa.

## Obsada
- Lee Marvin – Harry Wargrave
- Robert Shaw – gen. Marenkov
- Linda Evans – Elsa Lang
- Maximilian Schell – Nikolai Bunin
- Joe Namath – Leroy
- Horst Buchholz – Scholten
- Mike Connors – Haller
- Claudio Cassinelli – Molinari
- David Hess – Geiger
- Günter Meisner – Muehler
- Kristina Nel – Helga Mann
- Sylva Langova – Olga
- Cyril Shaps – Sedov
- Vladek Sheybal – Zannbin
- Arthur Brauss – Neckerman
- Richard Marner – Prachko
- Sky Dumont – Philip John
- Dan van Husen – Bernardo
- Paul Glawion – Alfredo
- Robert Rietty – gen. Marenkov (tylko głos, rola Roberta Shawa)

## Fabuła
Czasy zimnej wojny. Wysoko postawiony radziecki generał Marenkov po odkryciu planów związanych z produkcją broni biologicznej postanawia przejść na stronę Zachodu. CIA wysyła swego agenta Harry’ego Wargrave’a, by eskortował generała podczas podróży pociągiem przez Europę. Ściga ich wysłany przez Rosjan zabójca Nikolai Bunin, który ma za zadanie zlikwidować Marenkova. Wywołuje on lawinę, aby zatrzymać pociąg.

## Problemy związane z produkcją filmu
W czasie nagrywania filmu zmarł jego reżyser i producent Mark Robson, a także odtwórca jednej z głównych ról, aktor Robert Shaw. Obaj zmarli nagle na zawał serca; Robson 20 lipca 1978, a Shaw 28 sierpnia 1978. Realizację filmu dokończył Monte Hellman, zastępując Robsona na stanowisku reżysera. Produkcję przekazano Gene’owi Cormanowi (brat Rogera Cormana). Rola Roberta Shawa jest dubbingowana przez Roberta Rietty'ego.